# Sweet Dreams (film, 2023)
Pour les articles homonymes, voir Sweet Dreams.
Pour plus de détails, voir Fiche technique et Distribution.
Sweet Dreams est un film néerlandais réalisé par Ena Sendijarević, sorti en 2023.

## Synopsis
Jan, magnat néerlandais du sucre, meurt soudainement sur une île isolée d'Indonésie. Sa femme Agathe, son fils Cornelis et sa belle-fille Josefien, enceinte, prennent le bateau pour rejoindre la colonie et prendre le contrôle de l'empire familial. À leur arrivée, ils découvrent que la maîtresse locale de Jan, Siti, a une place de choix dans le testament du défunt.

## Fiche technique
- Titre : Sweet Dreams
- Réalisation : Ena Sendijarević
- Scénario : Ena Sendijarević
- Musique : Martial Foe
- Photographie : Emo Weemhoff
- Montage : Lot Rossmark
- Production : Erik Glijnis et Leontine Petit
- Société de production : Film i Väst, Lemming Film, Plattform Produktion, Tala Media et VPRO
- Pays de production :  Pays-Bas,  France,  Indonésie et  Suède
- Genre : Drame et historique
- Durée : 102 minutes
- Dates de sortie : 
  - Pays-Bas : 28 septembre 2023

## Distribution
- Hayati Azis : Siti
- Renée Soutendijk : Agathe
- Florian Myjer : Cornelis
- Lisa Zweerman : Josefien
- Chris Nietvelt : l'ami d'Agathe
- Hans Dagelet : Jan
- Verdi Solaiman : Hong
- Bart Klever : Hendrik
- Muhammad Khan : Reza
- Rio Kaj Den Haas : Karel

## Distinctions
Le film a remporté l'Hugo d'argent lors du Festival international du film de Chicago 2023 dans la section New Directors.